# Duxbury, Massachusetts
Duxbury är en ort i Plymouth County, Massachusetts, USA.